# Imapinua Planitia
L'Imapinua Planitia è una struttura geologica della superficie di Venere.